# 团结新村街道
团结新村街道，是中华人民共和国甘肃省兰州市城关区下辖的一个乡镇级行政单位。

## 行政区划
团结新村街道下辖以下地区：
团结新村社区、天平街社区、红星巷社区、定西二支路社区、定西南路社区和天水南路社区。